# Liste der Biografien/Vet
Liste der Biografien |
Portal Biografien |
Personensuche
# |
A |
B |
C |
D |
E |
F |
G |
H |
I |
J |
K |
L |
M |
N |
O |
P |
Q |
R |
S |
T |
U |
V |
W |
X |
Y |
Z |
?
 
Va |
Vd |
Ve |
Vh |
Vi |
Vj |
Vl |
Vn |
Vo |
Vr |
Vs |
Vt |
Vu |
Vy
 
Vea |
Veb |
Vec |
Ved |
Vee |
Veg |
Veh |
Vei |
Vej |
Vek |
Vel |
Vem |
Ven |
Veo |
Veq |
Ver |
Ves |
Vet |
Veu |
Vev |
Vex |
Vey |
Vez
Die Liste der Biografien führt alle Personen auf, die in der deutschsprachigen Wikipedia einen Artikel haben. Dieses ist eine Teilliste mit 235 Einträgen von Personen, deren Namen mit den Buchstaben „Vet“ beginnt.

## Vet
- Vet, Louise (* 1954), niederländische Physikerin
- Vet, Wilhelmus (1781–1853), niederländischer altkatholischer Bischof

### Vetc
- Vetchinsky, Alex (1904–1980), britischer Filmarchitekt
- Vetchý, Ondřej (* 1962), tschechischer Schauspieler

### Vete
- Veteläinen, Asla (* 1995), finnischer Unihockeyspieler
- Vetemaa, Enn (1936–2017), estnischer Schriftsteller, Drehbuchautor und Komponist
- Veterale, Daniele (* 1985), deutsch-italienischer Theaterschauspieler
- Veterani, Friedrich von (1650–1695), General der Kavallerie
- Veteranyi, Aglaja (1962–2002), Schweizer Schauspielerin und Schriftstellerin
- Vetere, Giovanni (* 1940), deutsch-italienischer Maler und Bildhauer
- Vetere, Mischa (* 1967), Schweizer Autor
- Vetési, László, ungarischer Humanist
- Veteška, Viliam (1953–2009), slowakischer Unternehmer und Politiker, MdEP

### Veth
- Veth, Christine (* 1986), deutsche Fußballspielerin
- Veth, Hilke (* 1946), deutsche Hörspieldramaturgin
- Veth, Jan (1864–1925), niederländischer Maler, Dichter, Kunstkritiker und Hochschullehrer für Kunstgeschichte und Ästhetik
- Veth, Jan Daemesz. de († 1625), niederländischer Maler
- Veth, Kurt (1930–2012), deutscher Regisseur und Drehbuchautor
- Vethaak, Philippus (1914–1991), niederländischer Radrennfahrer
- Vethake, Kurt (1919–1990), deutscher Autor, Hörspielregisseur und -produzentKurt Vethake (1919–1990)

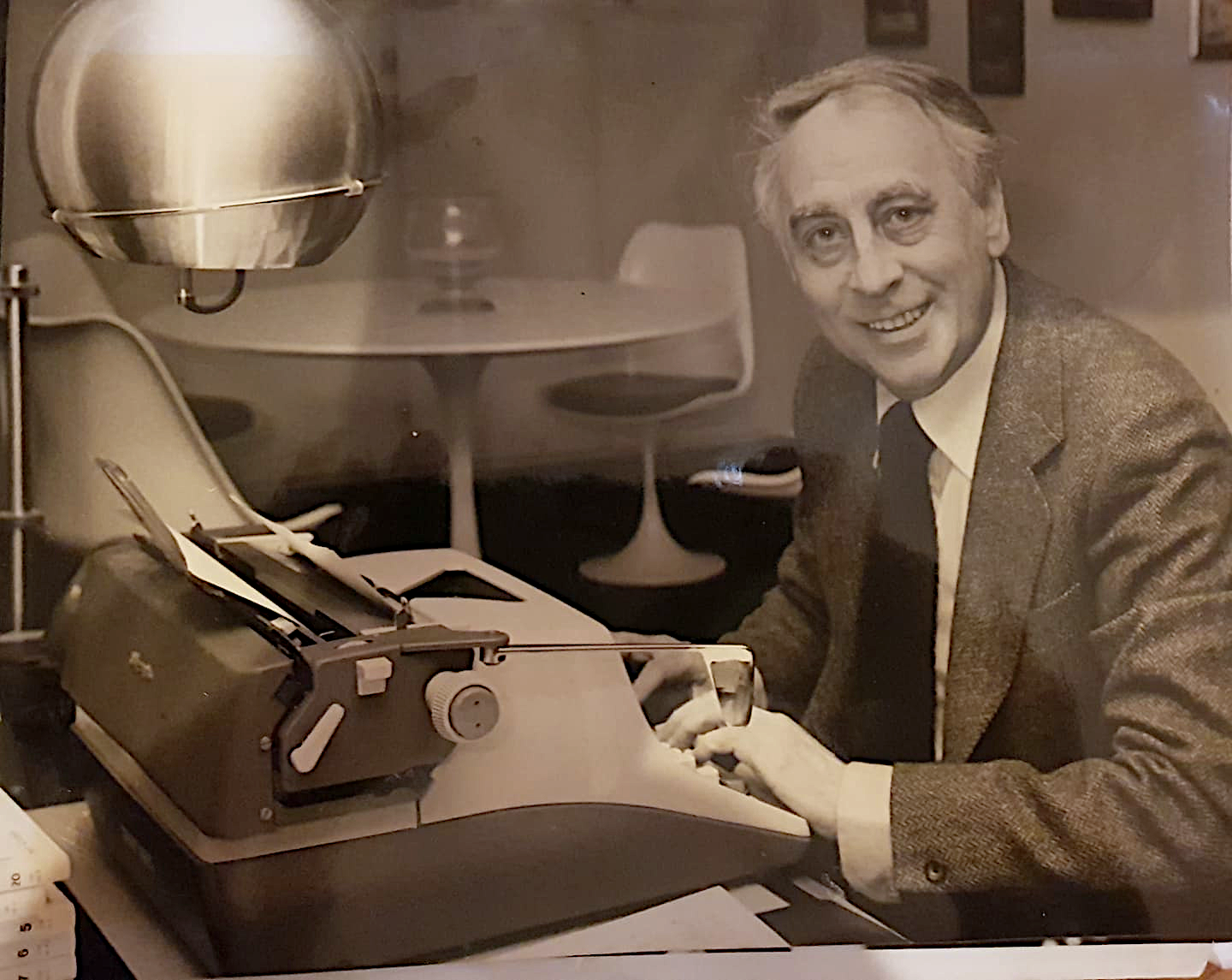
Kurt Vethake (1919–1990)

- Vethake, Tobias (* 1975), deutscher Musiker und Komponist

### Veti
- Vetina Verus, Quintus, Konsul 125

### Vetl
- Vetlesen, Hugo (* 2000), norwegischer Fußballspieler
- Vetlesen, Vesla (1930–2024), norwegische Politikerin

### Veto
- Vető, Étienne (* 1964), französisch-US-amerikanischer römisch-katholischer Geistlicher, Theologe, Weihbischof in Reims
- Vető, Lajos (1904–1989), ungarischer reformierter Pfarrer und Bischof sowie Politiker, Mitglied des Parlaments
- Vetokele, Igor (* 1992), belgisch-angolanischer Fußballspieler
- Vetoulas, Nikos (* 1974), griechischer Basketballtrainer und -spieler

### Vetr
- Vētra, Inga (* 1981), lettische Volleyball- und Beachvolleyballspielerin
- Vetranio († 356), Mitkaiser des Römischen Reiches
- Vetrano, Joe (1918–1995), US-amerikanischer American-Football-Spieler und -Trainer
- Vetrano, Toni (* 1964), deutscher Politiker (CDU)
- Vetranović, Mavro (1482–1576), dalmatinischer Schriftsteller und Benediktiner
- Vetri, Nino (* 1964), italienischer Musiker und Autor
- Vetri, Paolo (1855–1937), italienischer Maler
- Vetri, Victoria (* 1944), US-amerikanische Schauspielerin
- Vetrih, Nika (* 2003), slowenische Skispringerin
- Vetro, Julien (* 2004), französischer Fußballspieler
- Větrovec, Jan (* 1980), tschechischer Handballspieler und -trainer

### Vets
- Vetsch, Andrea (* 1975), Schweizer Fernsehmoderatorin
- Vetsch, Andreas (* 1995), Schweizer Greco-Ringer
- Vetsch, Christian (1912–1996), Schweizer Maler und Vertreter der Appenzeller Bauernmalerei
- Vetsch, Florian (1921–1972), Schweizer Nationalrat und Regierungsrat
- Vetsch, Florian (* 1941), Schweizer Unternehmer und Autorennfahrer
- Vetsch, Florian (* 1960), Schweizer Autor, Übersetzer und HerausgeberFlorian Vetsch (* 1960)

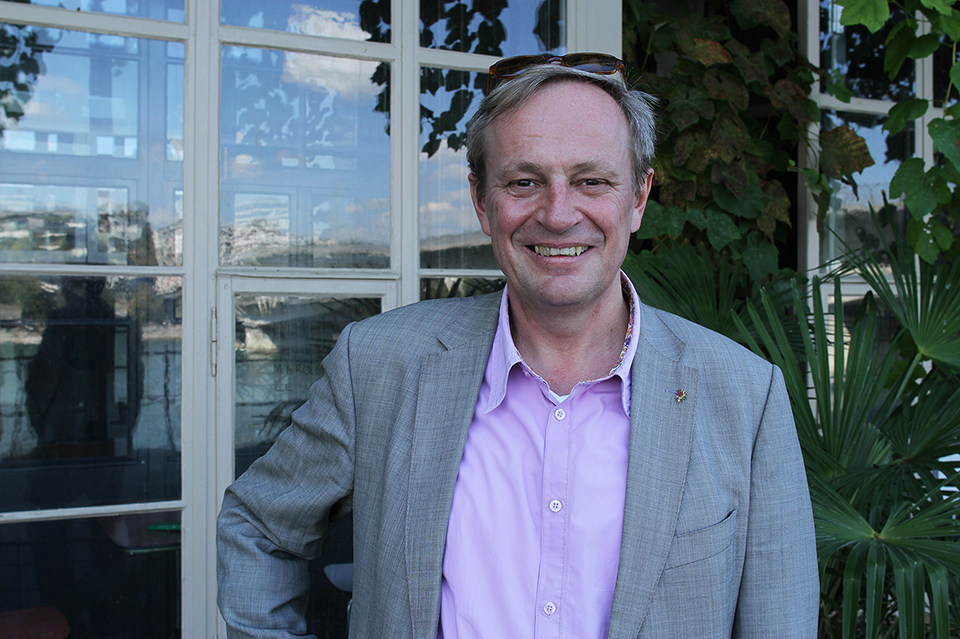
Florian Vetsch (* 1960)

- Vetsch, Jakob (1879–1942), Mundartforscher und freier Schriftsteller
- Vetsch, Jakob (1886–1944), Schweizer Bezirksammann
- Vetsch, Jakob (* 1954), Schweizer Pfarrer und Buchautor
- Vetsch, Markus (1759–1813), Schweizer Freiheitskämpfer
- Vetsch, Mona (* 1975), Schweizer Fernseh- und Hörfunkmoderatorin
- Vetsch, Peter (* 1943), Schweizer Architekt
- Vetsch, Thomas (* 1974), Schweizer Kinderbuchautor
- Vetsera, Albin von (1825–1887), Diplomat im Diensten des österreichischen Kaiserhauses und Österreich-Ungarns
- Vetsera, Helene (1847–1925), österreichische Adlige
- Vetsera, Mary (1871–1889), österreichische Adlige, starb zusammen mit Kronprinz RudolfMary Vetsera (1871–1889)

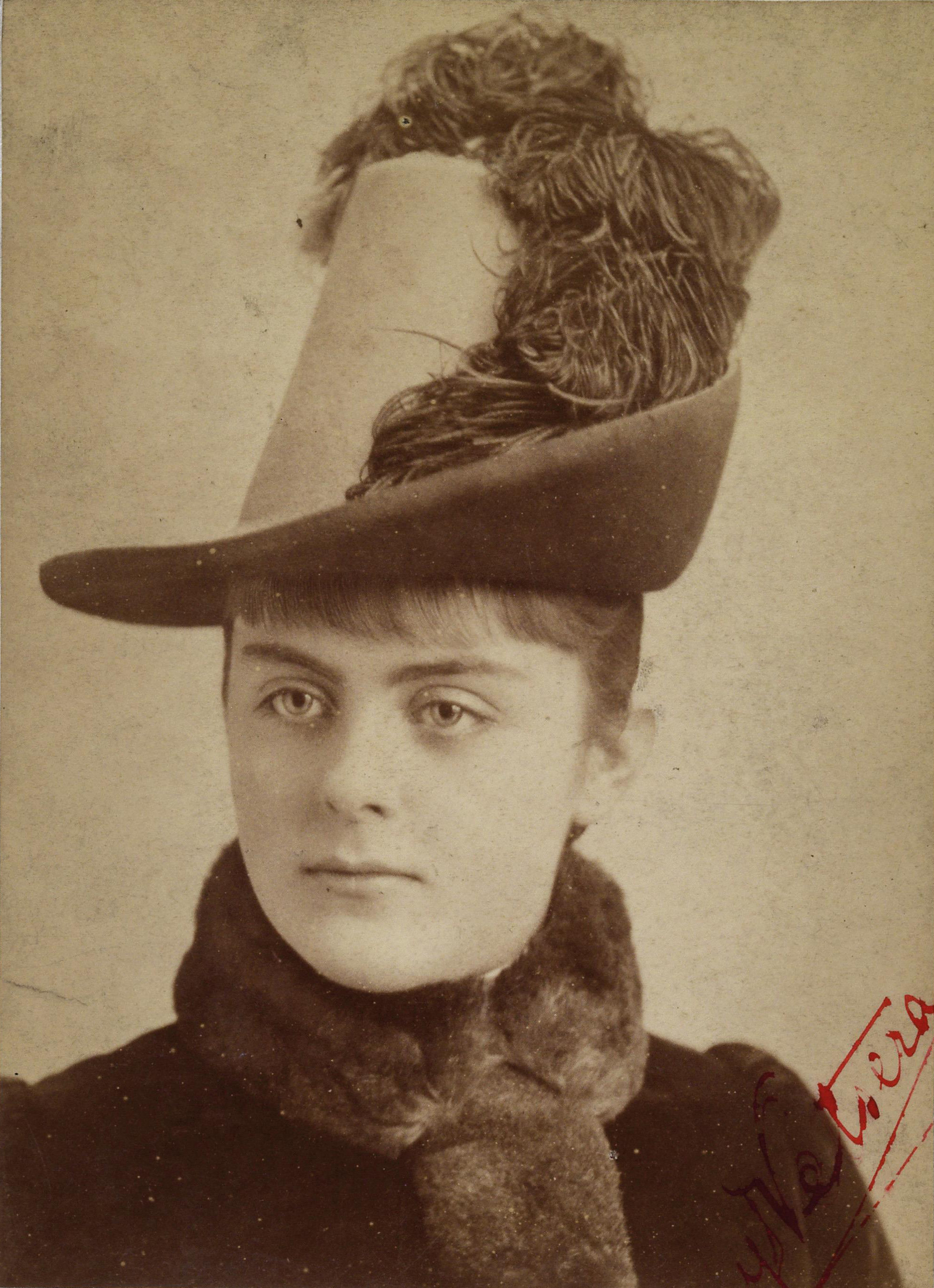
Mary Vetsera (1871–1889)

### Vett
- Vett, Detlev (1859–1927), preußischer Generalleutnant
- Vett, Vilhelm (1879–1962), dänischer Segler
- Vettas, Evangelos (* 1974), griechischer Poolbillardspieler
- Vette, Georg (1645–1704), siebenbürger Apotheker
- Vette, Karl (1820–1873), deutscher Anwalt, politischer Journalist und Revolutionär
- Vette, Markus (* 1956), deutscher Physiker, Politikwissenschaftler, Hochschullehrer und Politiker (CDU, parteilos), MdL
- Vette, Vicky (* 1965), norwegisch-kanadische Pornodarstellerin
- Vettel, Franz (1894–1965), deutscher Landwirt und Saatzüchter
- Vettel, Sebastian (* 1987), deutscher AutomobilrennfahrerSebastian Vettel (* 1987)

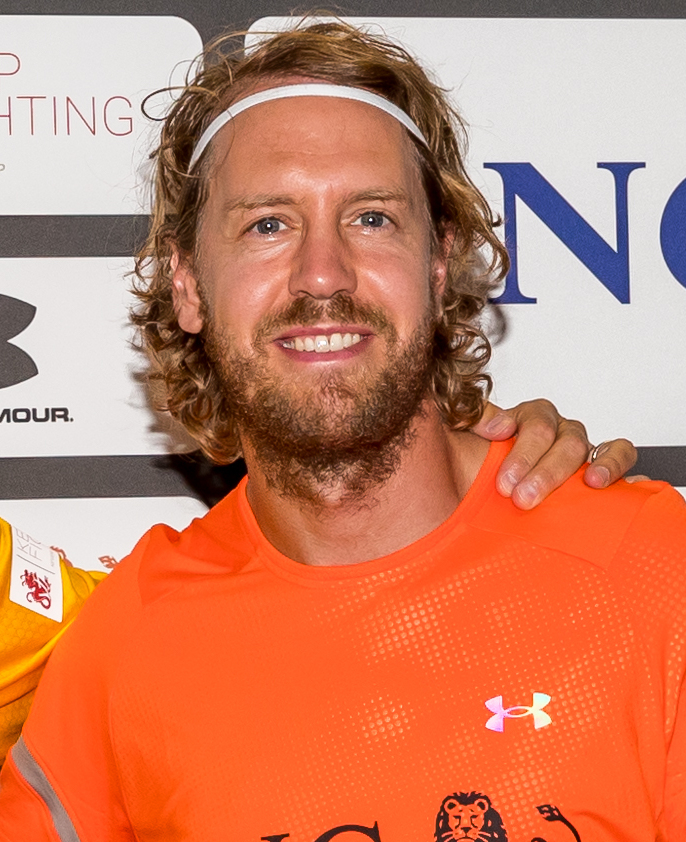
Sebastian Vettel (* 1987)

- Vetten, Detlef (* 1956), deutscher Sportjournalist
- Vetten, Horst (1933–2014), deutscher Sportjournalist und Buchautor
- Vetten, Matthäus Heinrich, deutscher Bildhauer und Bildschnitzer
- Vettennius Severus, Gaius, römischer Suffektkonsul (107)
- Vetter von der Lilie, Felix (1830–1913), mährischer Großgrundbesitzer und Politiker, Präsident der Mährischen Landtags
- Vetter von der Lilie, Moritz (1856–1945), mährisch-österreichischer Beamter, Großgrundbesitzer, Arzt und Politiker
- Vetter von Lilienberg, Wenzel (1767–1840), kaiserlicher Feldzeugmeister
- Vetter, Adina (* 1980), deutsche Schauspielerin
- Vetter, Adolf (1918–1973), deutscher Fußballspieler
- Vetter, Anna (1630–1703), deutsche Predigerin und Mystikerin
- Vetter, Anouk (* 1993), niederländische Leichtathletin
- Vetter, Anton (1803–1882), Feldmarschall-Lieutenant des ungarischen Honved
- Vetter, August (1887–1976), deutscher Psychologe
- Vetter, Austin (* 1967), US-amerikanischer Geistlicher, römisch-katholischer Bischof von Helena
- Vetter, Benjamin (1848–1893), Schweizer und deutscher Zoologe, Anatom und Hochschullehrer
- Vetter, Bernd (* 1948), deutscher Politiker (GAL), MdHB
- Vetter, Carl (* 1949), deutscher Klang- und Installationskünstler
- Vetter, Charles (1858–1941), deutscher Zeichner und Maler des Impressionismus
- Vetter, Christa (1932–2018), deutsche Fernseh- und Hörspiel-Dramaturgin
- Vetter, Christoph (* 1982), deutscher Handballspieler
- Vetter, Christophe (* 1990), deutsch-französischer Schauspieler
- Vetter, Clara (* 1996), deutsche Jazzmusikerin (Piano, Komposition)
- Vetter, Claudia (* 1973), deutsche Volleyball- und Beachvolleyballspielerin
- Vetter, Conrad (1548–1622), deutscher Publizist und Schriftsteller
- Vetter, Daniel (1657–1721), deutscher Organist und Komponist
- Vetter, David (1971–1984), amerikanischer PatientDavid Vetter (1971–1984)

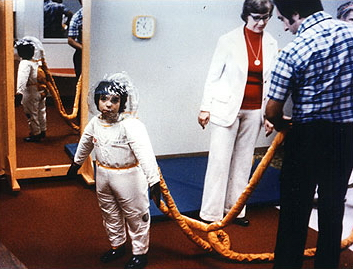
David Vetter (1971–1984)

- Vetter, Dieter (1931–2006), deutscher evangelischer Theologe
- Vetter, Ekkehart (* 1956), deutscher evangelischer Theologe und Vorsitzender der Deutschen Evangelischen Allianz
- Vetter, Emil (1878–1963), österreichischer Sprachwissenschaftler
- Vetter, Ernst (1906–1990), deutscher Politiker (SPD), Landrat und Ministerialbeamter
- Vetter, Erwin (* 1937), deutscher Politiker (CDU), MdL
- Vetter, Ewald (1894–1981), deutscher Maler
- Vetter, Ferdinand (1847–1924), Schweizer Germanist und Schriftsteller
- Vetter, Franz (1886–1967), deutscher Maler
- Vetter, Franz (1933–2009), österreichischer Skilangläufer und Biathlet
- Vetter, Franz Xaver (1797–1845), deutscher Opernsänger (Tenor)
- Vetter, Friedrich August Wilhelm (* 1799), deutscher Mediziner und Balneologe
- Vetter, Fritz (1901–1969), deutscher Politiker (GB/BHE), MdL
- Vetter, Gabriel (* 1983), Schweizer Schriftsteller und KabarettistGabriel Vetter (* 1983)

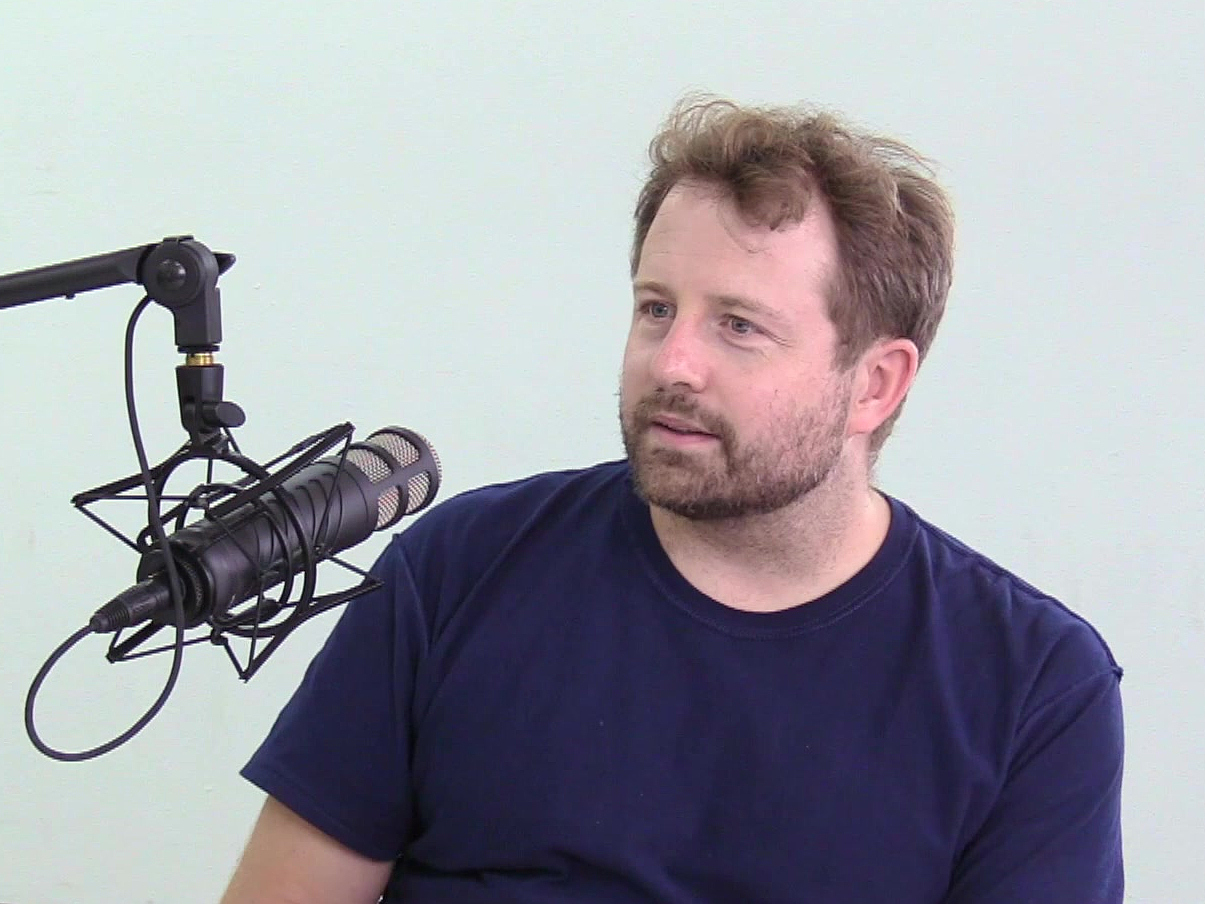
Gabriel Vetter (* 1983)

- Vetter, Georg (1536–1599), deutscher Kirchenlieddichter
- Vetter, Georg (1891–1969), deutscher Maler
- Vetter, Georg (* 1962), österreichischer Wirtschaftsanwalt und Politiker (TS, ÖVP), Abgeordneter zum österreichischen Nationalrat
- Vetter, Gerhard (1918–1971), deutscher Fotograf
- Vetter, Günter (1936–2022), österreichischer Politiker (ÖVP), Landesrat von Vorarlberg
- Vetter, Gustav (1936–2013), österreichischer Politiker (ÖVP), Abgeordneter zum Nationalrat
- Vetter, Hans (1894–1973), deutscher Schachkomponist
- Vetter, Hans-Jörg (* 1952), deutscher Bankmanager
- Vetter, Heinrich (1890–1969), deutscher Politiker (NSDAP), MdR
- Vetter, Heinrich (1910–2003), deutscher Unternehmer
- Vetter, Heinz Oskar (1917–1990), deutscher Gewerkschafter und Politiker (SPD), MdEPHeinz Oskar Vetter (1917–1990)

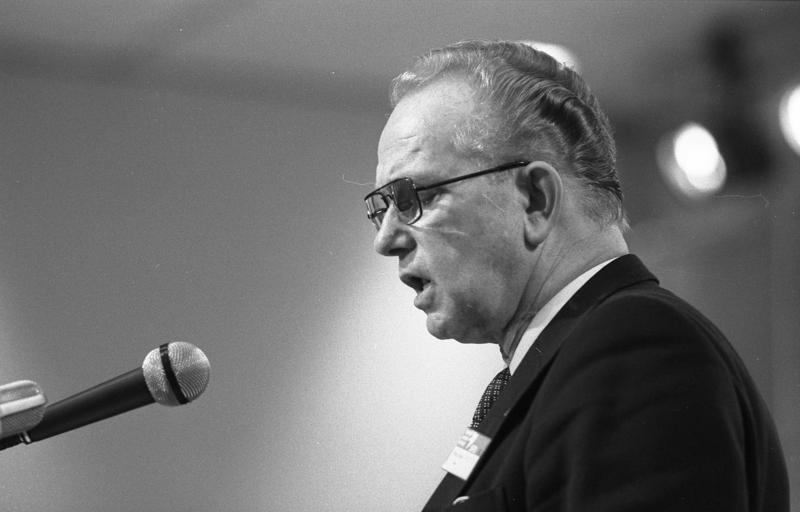
Heinz Oskar Vetter (1917–1990)

- Vetter, Hellmuth (1910–1949), deutscher KZ-Arzt
- Vetter, Helmut (1920–1999), deutscher Apotheker und Unternehmer
- Vetter, Helmuth (* 1942), österreichischer Philosoph
- Vetter, Herbert (* 1957), deutscher Schachspieler
- Vetter, Hermann (1859–1928), deutscher Pianist und Musikpädagoge
- Vetter, Hermann (* 1921), deutscher Fußballspieler
- Vetter, Horst (1927–2022), deutscher Kaufmann und Unternehmer, Politiker (FDP), MdA, Stadtentwicklungs- und Umweltsenator in Berlin
- Vetter, Ingrid (* 1941), deutsche Kunsthistorikerin und Kuratorin
- Vetter, Jakob (1872–1918), deutscher Missionar; Begründer der deutschen Zeltmission
- Vetter, Joachim (* 1957), deutscher Jurist, Präsident des Landesarbeitsgerichts Nürnberg
- Vetter, Jochen (* 1949), deutscher Musiker, Filmemacher, Journalist und Maler
- Vetter, Johann Georg (1681–1745), deutscher markgräflich-ansbachischer Kartograf und Ingenieurhauptmann
- Vetter, Johann Karl († 1742), böhmischer Bildhauer
- Vetter, Johannes (* 1952), deutscher Kirchenmusiker
- Vetter, Johannes (* 1993), deutscher Speerwerfer
- Vetter, Karl (1895–1964), deutscher Politiker (NSDAP), MdR, MdL
- Vetter, Karl (1897–1957), deutscher Publizist, Politiker, Verleger und Journalist
- Vetter, Karl (1917–1984), deutscher Fußballspieler
- Vetter, Karl (* 1953), deutscher Politiker (Freie Wähler), MdL
- Vetter, Klaus (1938–2023), deutscher Historiker
- Vetter, Klaus (* 1946), deutscher Gynäkologe und Geburtshelfer
- Vetter, Klaus J. (1916–1974), deutscher Physikochemiker
- Vetter, Kristian (* 1964), dänischer Musicaldarsteller, Komponist und Kulturmanager
- Vetter, Kurt Heinrich (1862–1945), Bürgermeister, Mitglied des Provinziallandtages der Provinz Hessen-Nassau
- Vetter, Laura (* 1996), deutsche Schauspielerin, Influencerin und ModelLaura Vetter (* 1996)

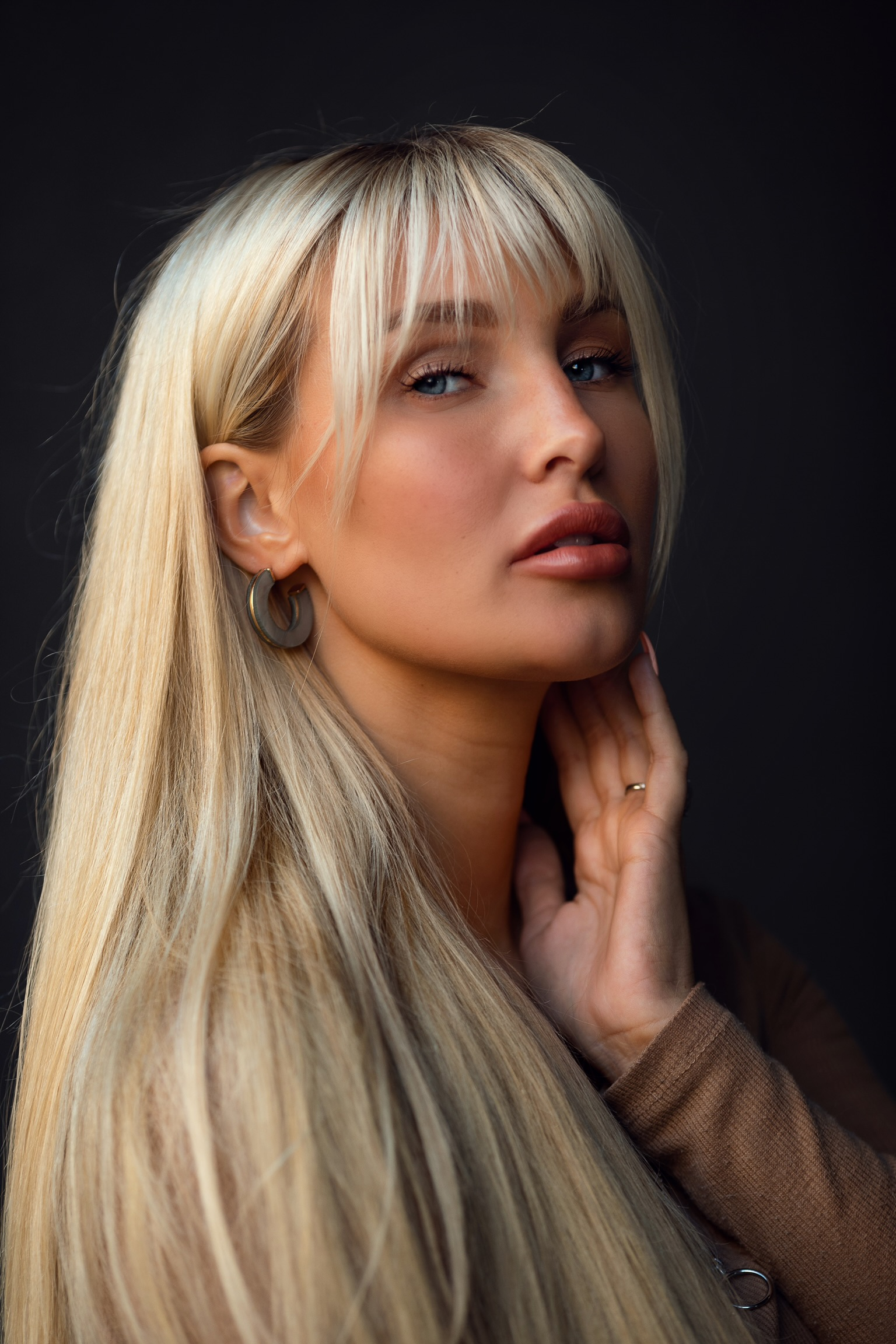
Laura Vetter (* 1996)

- Vetter, Leo (1842–1923), deutscher Kaufmann und Bäderpionier
- Vetter, Lilli (1889–1972), deutsche Künstlerin
- Vetter, Luis (* 2002), Schweizer Snookerspieler
- Vetter, Marcus († 1554), römisch-katholischer Bischof
- Vetter, Marcus (* 1967), deutscher Dokumentarfilmer
- Vetter, Marianus (1892–1968), deutscher Geistlicher und Dominikaner
- Vetter, Martin (* 1964), deutscher evangelischer Theologe
- Vetter, Max (1892–1917), deutscher Ruderer
- Vetter, Michael (1943–2013), deutscher Musiker, Komponist, Schriftsteller, Poet, darstellender Künstler, Kalligraph und Lehrmeister
- Vetter, Michael (* 1962), deutscher Generalleutnant der Luftwaffe und Abteilungsleiter Cyber- und Informationstechnik (CIT) im Bundesministerium der VerteidigungMichael Vetter (* 1962)

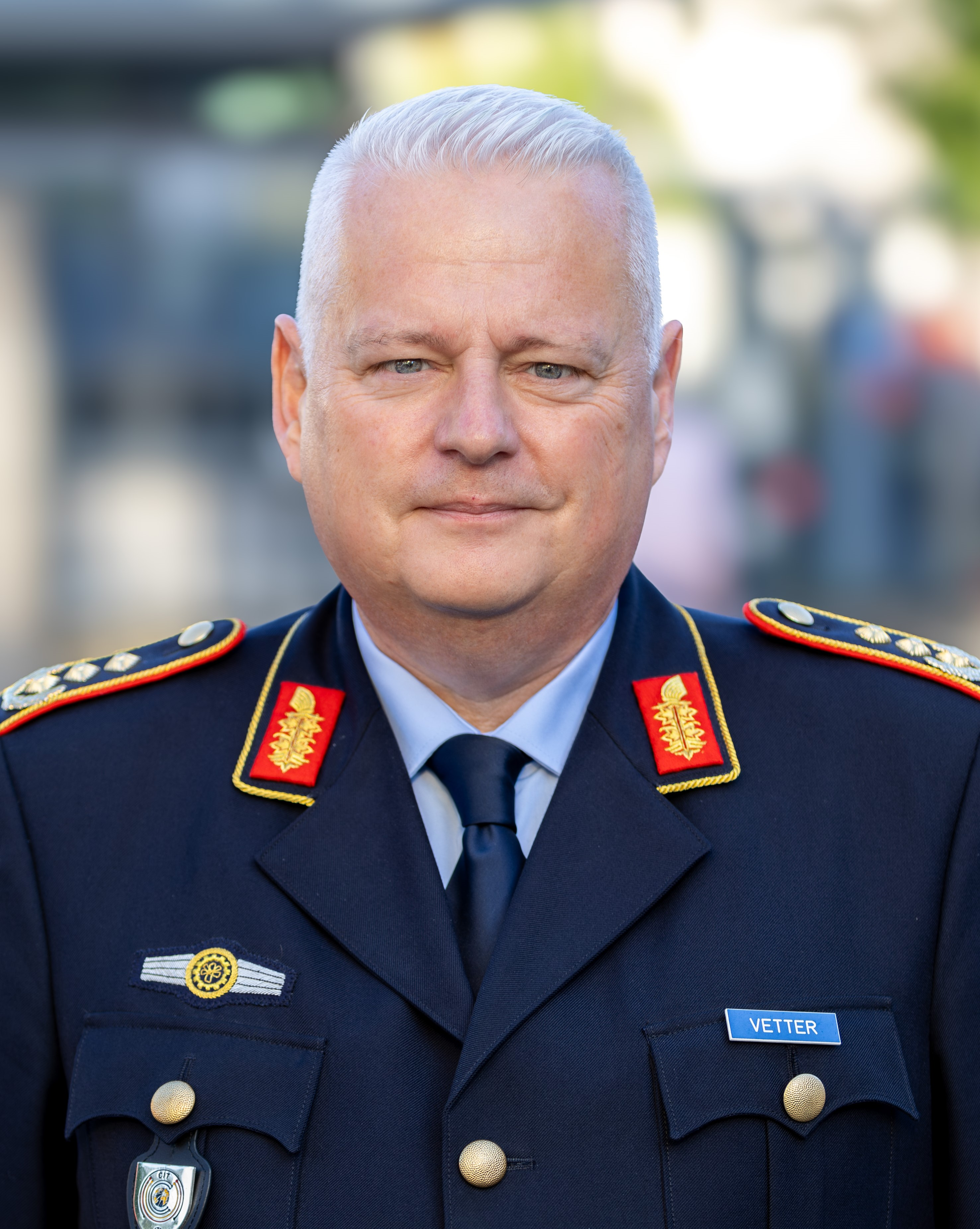
Michael Vetter (* 1962)

- Vetter, Nicolaus (1666–1734), deutscher Organist und Komponist
- Vetter, Patrick (* 1987), deutscher Eishockeytorwart
- Vetter, Peter (1941–2009), deutscher Politiker (CDU), MdA
- Vetter, Phil (* 1971), deutscher Singer-Songwriter
- Vetter, Quido (1881–1960), tschechischer Mathematikhistoriker und Mathematikpädagoge
- Vetter, Reinhard (* 1940), deutscher Landesdatenschutzbeauftragter des Freistaates Bayern
- Vetter, Reinhold (* 1946), deutscher Journalist und Publizist
- Vetter, Richard (1919–2000), deutscher Erfinder
- Vetter, Richard H. (1928–2015), US-amerikanischer Techniker, Ingenieur und Filmschaffender
- Vetter, Sandra (* 1985), deutsche Basketballnationalspielerin
- Vetter, Sascha (* 1971), deutscher Ju-Jutsu-Sportler
- Vetter, Sophie-Mayuko (* 1978), deutsch-japanische Pianistin
- Vetter, Theodor (1853–1922), Schweizer Anglist
- Vetter, Theodor (1932–2004), deutscher Tätowierer
- Vetter, Tobias (* 1981), deutscher Paracycler
- Vetter, Udo (* 1964), deutscher Fachanwalt für Strafrecht, Blogger
- Vetter, Walther (1891–1967), deutscher Musikwissenschaftler
- Vetter-Liebenow, Gisela (* 1959), deutsche Kunsthistorikerin und Leiterin des Wilhelm Busch – Deutsches Museum für Karikatur und Zeichenkunst
- Vetterick, Uwe (* 1969), deutscher Journalist
- Vetterke, Lothar (1932–1998), deutscher Fußballspieler und Fußballnationalspieler der DDR
- Vetterlein, Alisa (* 1988), deutsche FußballspielerinAlisa Vetterlein (* 1988)

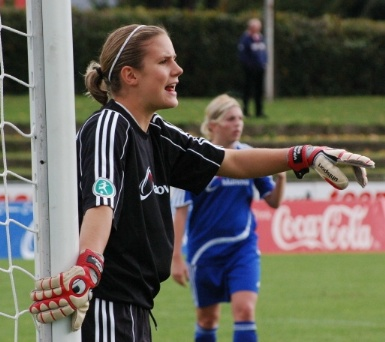
Alisa Vetterlein (* 1988)

- Vetterlein, Carl von (1836–1902), Bibliothekar und Staatsrat
- Vetterlein, Christina Antonietta Cornelia (1812–1862), bayerische Beamtentochter
- Vetterlein, Emil (1856–1934), deutscher Gewerkschaftsfunktionär und Politiker (USPD), MdL
- Vetterlein, Ernst (1873–1950), deutscher Architekt und Hochschullehrer, Rektor der Technischen Hochschule Hannover (1923–1925)
- Vetterlein, Kurt (* 1910), deutscher Ingenieur und Kryptologe
- Vetterlein, Laura (* 1992), deutsche Fußballspielerin
- Vetterli, Johann Friedrich (1822–1882), Schweizer Büchsenmacher und Erfinder
- Vetterli, Martin (* 1957), Schweizer Informatiker und Hochschullehrer
- Vetterli, Rico, Schweizer Skeletonsportler
- Vetterli, Tommy (* 1967), Schweizer Metal-Gitarrist
- Vetterli, Werner (1929–2008), Schweizer Sportler, Fernsehmoderator und PolitikerWerner Vetterli (1929–2008)

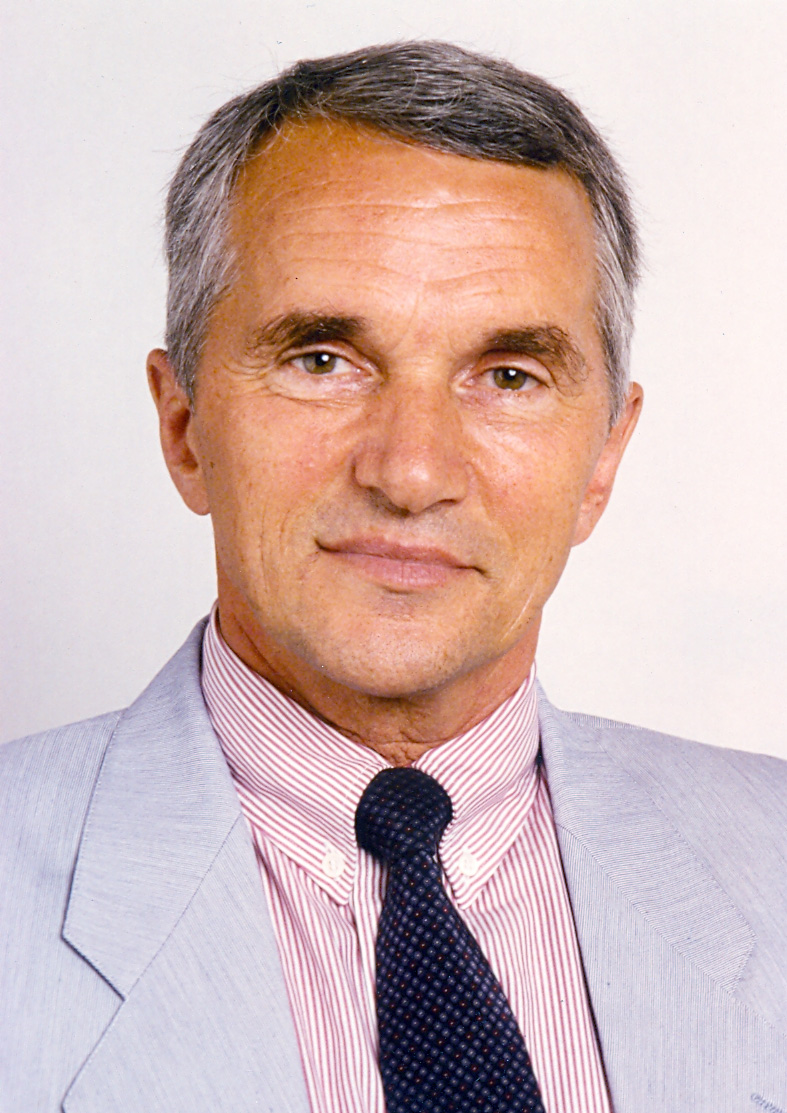
Werner Vetterli (1929–2008)

- Vetterling, Arno (1903–1963), deutscher Komponist und Kapellmeister
- Vetterling, William T. (* 1948), US-amerikanischer Physiker und Sachbuchautor
- Vetterlund, Fredrik (1865–1960), schwedischer Schriftsteller, Literaturforscher und Literaturkritiker
- Vettermann, Dietmar (* 1957), deutscher Politiker (CDU), Oberbürgermeister von Zwickau
- Vettermann, Heinz (1957–2021), österreichischer Politiker (SPÖ), Landtagsabgeordneter und Gemeinderat
- Vettermann, Karl (1937–1990), österreichischer Segler und Autor
- Vetters, André (* 1960), deutscher Theaterschauspieler
- Vetters, Arnd (* 1978), deutscher Badmintonspieler
- Vetters, Friedrich (1861–1932), Landtagsabgeordneter Volksstaat Hessen
- Vetters, Hermann (1880–1941), österreichischer Geologe
- Vetters, Hermann (1915–1993), österreichischer Archäologe
- Vetters, Wolfgang (1944–2017), österreichischer Geologe und Archäologe
- Vettese, Peter-John (* 1956), britischer Musiker
- Vettidius Bassus, Quintus, römischer Statthalter
- Vettik, Tuudur (1898–1982), estnischer Komponist und Chorleiter
- Vettius Agorius Basilius Mavortius, römischer Patricius und Konsul 527
- Vettius Capitolinus, Gaius, römischer Maler
- Vettius Gratus, römischer Konsul 250
- Vettius Gratus Atticus Sabinianus, Gaius, römischer Konsul 242
- Vettius Gratus Sabinianus, Gaius, Konsul 221
- Vettius Latro, Marcus, Statthalter 128
- Vettius Paullus, Lucius, römischer Suffektkonsul (81)
- Vettius Priscus, Gaius, römischer Offizier (Kaiserzeit)
- Vettius Rufinus, römischer Beamter und Konsul der Spätantike
- Vettius Valens († 48), römischer Arzt
- Vettius Valens (120–175), griechischer Astronom und Astrologe
- Vettius Valens, Marcus, römischer Offizier (Kaiserzeit)
- Vettius Valens, Marcus, römischer Senator (Kaiserzeit)
- Vettius, Lucius († 59 v. Chr.), römischer Denunziant
- Vettius, Marcus, römischer Politiker und Militär, Konsul (66)
- Vettius, Marcus, römischer Politiker, Konsul (111)
- Vettorato, Giuliano (* 1973), italienischer Politiker
- Vettorazzi, Gedeone (1808–1854), Tiroler Jurist und Politiker
- Vettori, Carlo (* 1982), italienischer Politiker
- Vettori, Daniel (* 1979), neuseeländischer Cricketspieler und Mannschaftskapitän der neuseeländischen Nationalmannschaft
- Vettori, Ernst (* 1964), österreichischer SkispringerErnst Vettori (* 1964)

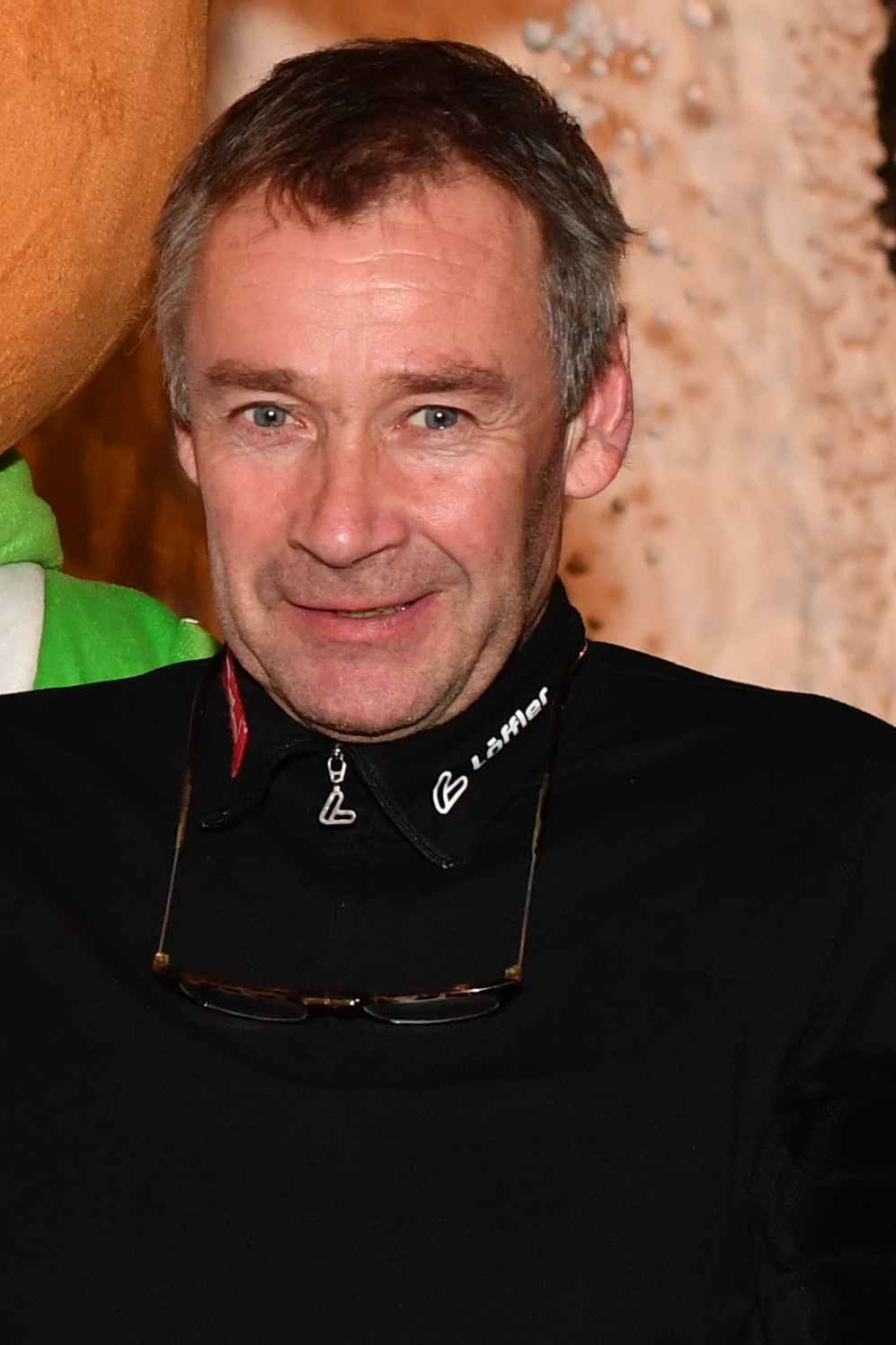
Ernst Vettori (* 1964)

- Vettori, Francesco (1474–1539), florentinischer Staatsmann
- Vettori, Francesco († 1770), italienischer Antiquar, Gemmenforscher und Antikensammler
- Vettori, Josefine (* 1869), Schauspielerin und Opernsängerin (Sopran)
- Vettori, Piero (1499–1585), italienischer Humanist und Philosoph
- Vettriano, Jack (* 1951), schottischer Maler
- Vettulenus Cerialis, Sextus, römischer Konsul
- Vettulenus Civica Barbarus, Marcus, römischer Konsul 157
- Vetturelli, Viktor (* 1969), deutscher Tischtennisspieler

### Vetu
- Vétu, Benoît (* 1973), französischer Radsporttrainer und ehemaliger Bahnradsportler
- Vetulani, Jerzy (1936–2017), polnischer Biochemiker, Psychopharmakologe und Neurobiologe
- Veturius Geminus Cicurinus, römischer Konsul 499 v. Chr.
- Veturius Geminus Cicurinus, Titus, römischer Konsul 494 v. Chr.
- Veturius Geminus Cicurinus, Titus, römischer Konsul 462 v. Chr.
- Veturius Philo, Lucius († 210 v. Chr.), römischer Konsul 220 v. Chr., Diktator 217 v. Chr.
- Veturius Philo, Lucius, römischer Politiker und Feldherr
- Veturius, Lucius, römischer Ritter
- Veturliði Óskarsson (* 1958), isländischer Philologe

### Vety
- Vetyeka, Simpiwe (* 1980), südafrikanischer Boxer im Federgewicht